# Яя Меледже
Яя Меледже (на френски: Yaya Meledje) е котдивоарски футболист, дефанзивен полузащитник, който играе за Апоел (Хадера).

## Кариера
През януари 2016 г. Меледже е привлечен от Септември (София) и бързо се утвърждава като основен играч за тима в Югозападната В група. През лятото на 2016 г. преминава в Ботев (Пловдив) след успешно изкаран пробен период.

## Успехи
Ботев (Пловдив)
- Купа на България: 2016/17
- Суперкупа на България: 2017